# Liste de mines de diamants

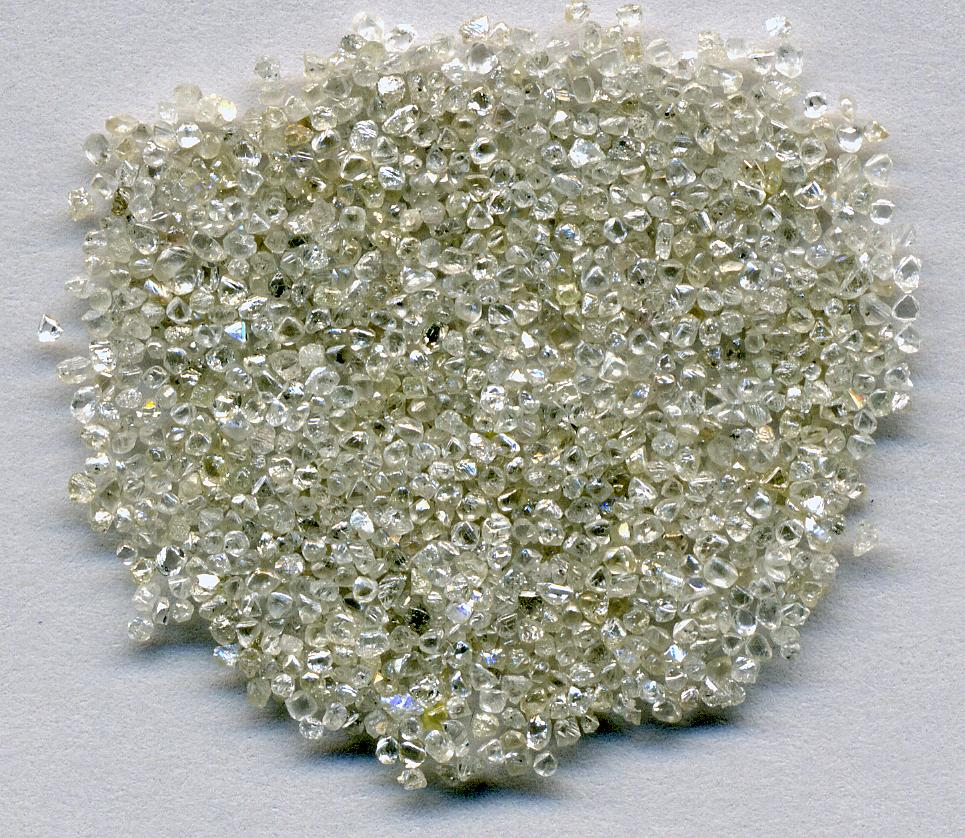
Petits diamants bruts de Russie. Les cristaux font de 0,7 à 0,9 mm d'envergure.

Voici une liste de mines de diamants, triée par continents.
Les 50 mines les plus grandes produisent environ 90 % de la production mondiale.

## Afrique

### Afrique du Sud
- Mine de Baken
- Mine Premier
- Mine de Finsch
- mine de Kimberley
- Mine de Koffiefontein
- Mine de Venetia

### Angola
- Mine de Catoca
- mine de diamant Fucauma (en)
- mine de diamant Luarica (en)

### Botswana
- Mine de Damtshaa
- Mine de Jwaneng
- Mine de Letlhakane
- Mine d'Orapa
- Mine de diamants de Karowe

### Autres
- Marange (Zimbabwe)
- Mine de Murowa, Zimbabwe
- Mine de diamant Williamson, Tanzanie
- Mine de Letseng, Lesotho
- Miba, République démocratique du Congo
- Sierra Leone

## Amérique du Nord

### Canada
- Les Diamants Stornoway Canada Inc., Québec

- Mine de diamants Diavik, Territoires du Nord-Ouest
- Mine de diamants d'Ekati, Territoires du Nord-Ouest
- Jericho Diamond Mine (en), Nunavut
- Snap Lake Diamond Mine (en), Territoires du Nord-Ouest
- Victor Diamond Mine (en), Ontario
- Gahcho Kue Diamond Mine Project (en), Territoires du Nord-Ouest

### États-Unis
- Crater of Diamonds State Park (en), Arkansas
- mine de diamant de Kelsey Lake (en), Colorado

## Asie

### Russie
- Mirny GOK
- Udachny GOK
- Jubilee
- Grib
- Aikhal
- Komsomolskaya
- International
- mine Zarnitsa (en)

### Inde
- mine Kollur (en)
- Panna

### Indonésie
- Martapura

## Océanie

### Australie
- Mine de diamants d'Argyle
- mine de diamant Ellendale (en)
- mine de diamant Merlin (en)